# 440-ві
Період падіння Західної Римської імперії. У Східній Римській імперії правління Феодосія II. У Західній правління Валентиніана III, значна частина території окупована варварами, зокрема в Іберії утворилося Вестготське королівство, а Північну Африку захопили вандали. У Південному Китаї правління династії Лю Сун. В Індії правління імперії Гуптів. У Японії триває період Ямато. У Персії править династія Сассанідів.
На території лісостепової України Черняхівська культура. У Північному Причорномор'ї готи й сармати. Історики VI століття згадують плем'я антів, що мешкало на території сучасної України приблизно з IV сторіччя. З'явилися гуни, підкорили остготів та аланів й приєднали їх до себе.

## Події
Упродовж десятиліття тривало накопичення сил гунів на Дунаї. Один зі співправителів гунів, Бледа, загинув або був убитий і влада зосередилася в руках його брата Аттіли. Гуни загрожували як Східній, так і Західній Римській імперіям. Щоб запобігти навалі Східна Римська імперія виплачувала гунам данину. Гроші збиралися за рахунок збільшених податків, і частина коштів застрявала в кишені радника Хрисофія, який домігся заслання сестри Феодосія Пульхерії. Вторгнення гунів під проводом Аттіли на Балкани все ж відбулося 448 року. Того року мури Константинополя були пошкоджені землетрусом, але все ж їх відбудували вчасно і гуни повернули назад, пограбувавши візантійські провінції.
450 року помер імператор Східної Римської імперії Феодосій II. Владу взяла в свої руки сестра імператора Пульхерія, формально одружившись із Маркіаном. Хрисофій знайшов свою смерть.
Західна Римська імперія упродовж десятиліття перебувала під впливом військового магістра Флавія Аеція, який проводив війни в Галлії проти багаудів, франків, вестготів. Однак на кінець століття виникла серйозна загроза від гунів, коли старша сестра імператора Валентиніана III послала свою обручку Атіллі. Вождь гунів погодився на шлюб, зажадавши половину імперії. Оскільки Рим відмовився, Аттіла згуртував сили для вторгнення, римляни теж мобілізувати своїх федератів.
Папою Римським став Лев I. Упродовж цього десятиліття розпочалася криза, пов'язана з монофізитством. Християнство й далі поширювалося серед варварів Європи.